# 中環至長洲航線

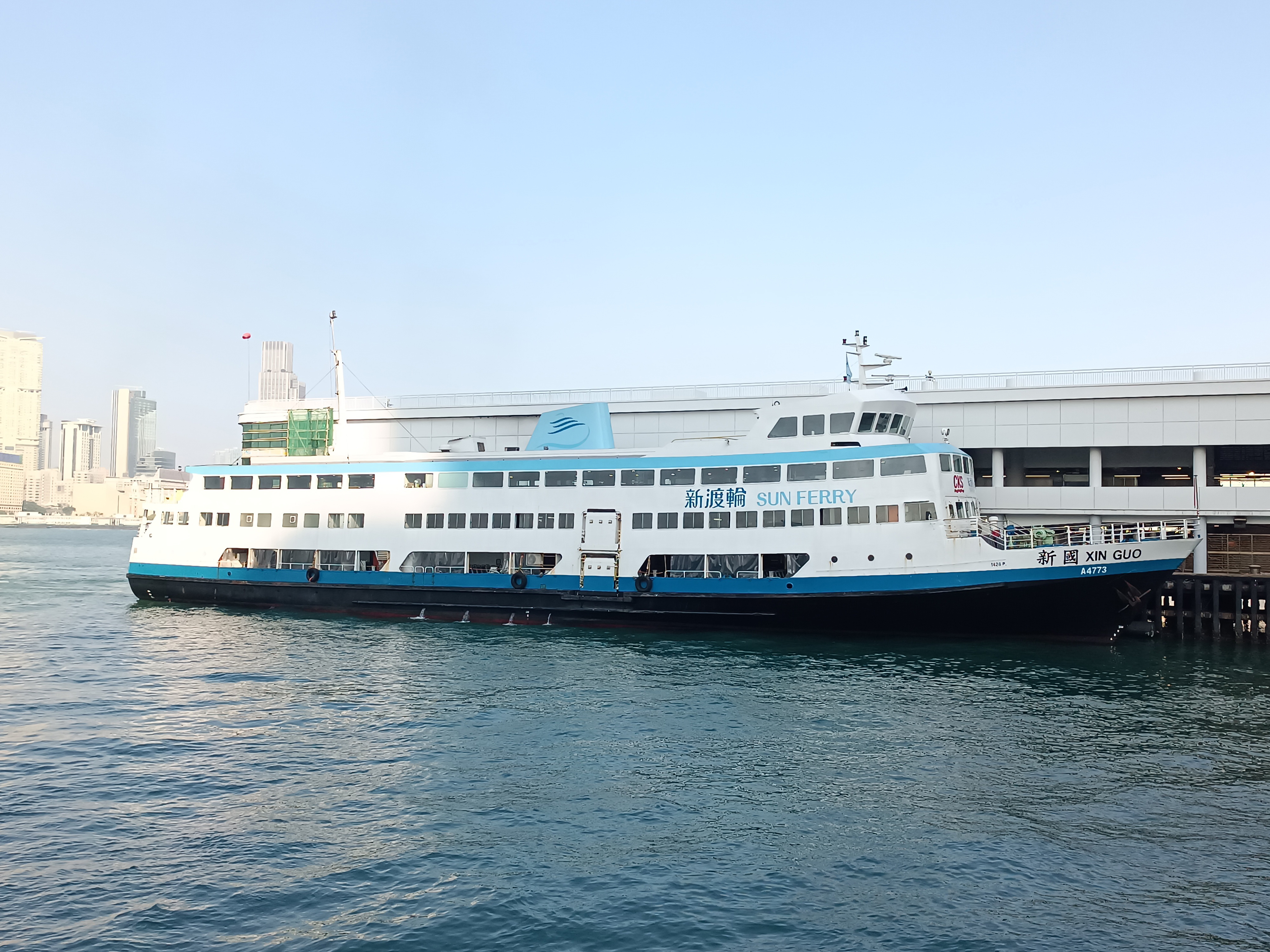
中環至長洲航線普通渡輪以三層船行走

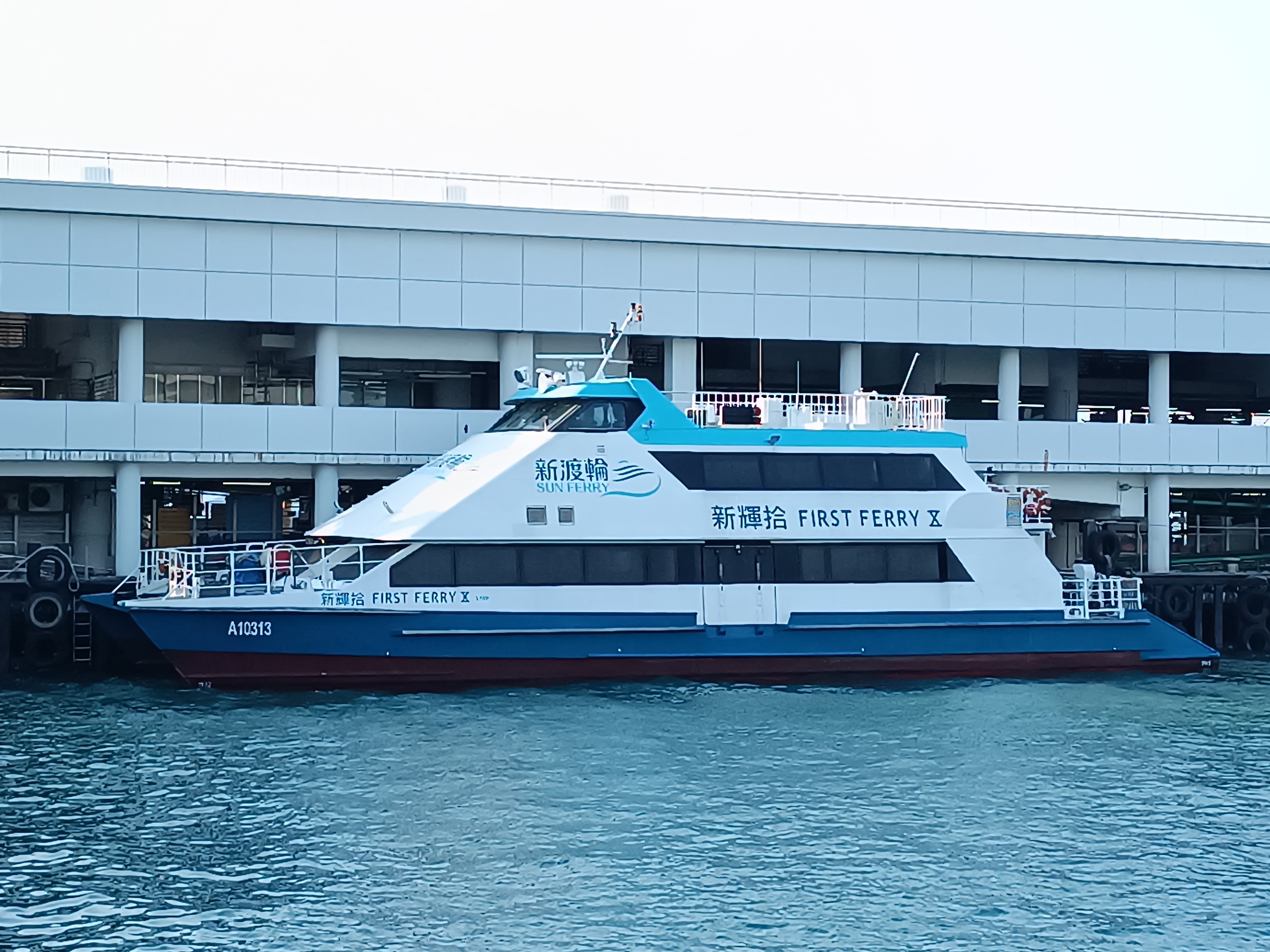
中環至長洲航線亦設有高速船服務

中環至長洲航線是香港一條來往中環五號碼頭至長洲碼頭的渡輪航線，現時由新渡輪經營。

## 歷史及簡介
本航線於1938年11月7日開辦，當時並非直接來往長洲的，需要繞經坪洲及大嶼山梅窩，過去是由油麻地小輪營辦，2000年初，油麻地小輪被政府收回專營權後，改由新渡輪接辦至今。
由於本航線目前是長洲唯一能直接往返市區的航線（不像梅窩及坪洲有其他替代交通往返市區），因此本航線的客量一直維持在高水平（尤其是假日）。
雖然政府後來批准翠華船務旗下翠盈船務營運來往香港仔至長洲航線，於2015年8月8日啟航，雖然該線能更直接前往南區香港仔，但由於香港仔的交通不比中環方便及該航線的班次遠較本航線疏落，因此對本航線的客量影響不大，後來該航線客量不足及運作成本高昂，已於2020年1月1日停辦。

## 航班時間表
| 服務日期         | 由中環開往長洲 | 由長洲開往中環 |
| ---------------- | --- | --- |
| 星期一至六       | 00:30、01:30、04:15、06:10、07:00、07:40、08:00、08:40、09:00、09:45、10:15、10:45、11:15、11:45、12:15、12:45、13:15、13:45、14:15、14:45、15:15、15:45、16:15、16:45、17:20、17:40、18:00、18:20、18:45、19:00、#19:15、^19:30、#19:40、20:00、20:30、21:00、21:30、22:00、22:30、23:00、23:30、23:45 | 02:20、05:10、05:50、06:20、06:40、07:00、07:15、07:45、07:50、07:55、08:10、08:20、08:40、09:00、09:30、10:00、10:45、11:15、11:45、12:15、12:45、13:15、13:45、14:15、14:45、15:15、15:45、16:15、16:45、17:15、17:40、18:20、19:00、19:30、20:00、20:30、21:00、21:30、22:00、22:30、23:00、23:30、23:45 |
| 星期日及公眾假期 | 00:30、01:30、04:15、06:10、07:00、07:30、08:00、08:30、09:00、09:30、10:00、10:30、11:00、11:30、12:00、12:30、13:00、13:30、14:00、14:30、15:00、15:30、16:00、16:30、17:00、17:30、18:00、18:30、19:00、19:30、20:00、20:30、21:00、21:30、22:00、22:30、23:00、23:30、23:55                         | 02:20、05:10、06:00、06:30、07:00、07:30、08:00、08:30、09:00、09:30、10:00、10:30、11:00、11:30、12:00、12:30、13:00、13:30、14:00、14:30、15:00、15:30、16:00、16:30、17:00、17:30、18:00、18:30、19:00、19:30、20:00、20:30、21:00、21:30、22:00、22:30、23:00、23:30                                    |

黑底班次為普通渡輪及可載貨物
紅底班次為高速船
^ 只限星期六
# 只限星期一至五，公眾假期除外
上列時間閘機將會關閉（船票提早售罄除外）

## 航行時間
- 普通渡輪：約55-60分鐘
- 高速船：約35-40分鐘
- 以上航行時間只供參考。實際航行時間會受維多利亞港範圍的航速限制、海上交通，天氣及海面情況等因素所影響。

## 收費

### 普通渡輪
星期一至六
- 成人：$14.8（普通位）／$23.2（豪華位）
- 長者及傷健人士（現金）、小童：$7.4（普通位）／$11.6（豪華位）
- 長者及傷健人士（八達通）：$2.0（普通位）／$6.2（豪華位）
- 60-64歲香港居民（樂悠咭）：$2.0（普通位）／$10.4（豪華位）
  - 如欲搭乘普通渡輪豪華位的乘客，入閘時須即時取回由售票處或八達通閘機發出之「豪華客艙憑證」登船；豪華客艙內不設補票服務
  - 長者、傷健人士及樂悠咭豪華位船費包括$2乘船優惠計劃下可享之$2優惠船費及豪華客位與普通客位之差額收費（此費用是按該等客位之當日收費計算）

星期日及公眾假期
- 成人：$22.0（普通位）／$33.8（豪華位）
- 長者及傷健人士（現金）、小童：$11.0（普通位）／$16.8（豪華位）
- 長者及傷健人士（八達通）：$2.0（普通位）／$7.8（豪華位）
- 60-64歲香港居民（樂悠咭）：$2.0（普通位）／$13.8（豪華位）
  - 如欲搭乘普通渡輪豪華位的乘客，入閘時須即時取回由售票處或八達通閘機發出之「豪華客艙憑證」登船；豪華客艙內不設補票服務
  - 長者、傷健人士及樂悠咭豪華位船費包括$2乘船優惠計劃下可享之$2優惠船費及豪華客位與普通客位之差額收費（此費用是按該等客位之當日收費計算）

### 高速船服務
星期一至六
- 成人：$29.2
- 長者及傷健人士（現金）、小童：$14.5
- 長者及傷健人士（八達通）：$2.0
- 60-64歲香港居民（樂悠咭）：$2.0（普通位）

星期日及公眾假期
- 成人：$42.3
- 長者及傷健人士（現金）、小童：$21.1
- 長者及傷健人士（八達通）：$2.0
- 60-64歲香港居民（樂悠咭）：$2.0

### 月票
$581.7（成人）／$391.0（學生），只適用於同一天內乘搭月票內指定航線的普通渡輪普通位來往各一次，如搭乘普通渡輪豪華位或高速船，需補回差價，差價詳情如下：
- 豪華位：$8.1（星期一至六）／$11.3（星期日及公眾假期）
- 高速船：$13.9（星期一至六）／$19.6（星期日及公眾假期）
  - 如欲搭乘普通渡輪豪華位的乘客，入閘時須即時取回由八達通閘機發出之「豪華客艙憑證」登船；豪華客艙內不設補票服務
  - 月票並不適用於65歲或以上長者的長者或個人八達通（包括「樂悠咭」）、「殘疾人士身分」個人八達通，以及60-64歲香港居民的「樂悠咭」

### 多程票
$190.8（12程）／$318（20程），持票人可在購票日起計30日內，乘搭多程票內指定航線的星期一至六12程／20程普通渡輪普通位，乘搭普通渡輪豪華位、高速船及／或於星期日及公眾假期使用，需補回差價，差價詳情如下：
- 普通位（於星期日及公眾假期使用）：$7.0
- 豪華位：$8.1（星期一至六）／$18.3（星期日及公眾假期）
- 高速船：$13.9（星期一至六）／$26.5（星期日及公眾假期）
  - 如欲搭乘普通渡輪豪華位的乘客，入閘時須即時取回由八達通閘機發出之「豪華客艙憑證」登船；豪華客艙內不設補票服務
  - 多程票並不適用於65歲或以上長者的長者或個人八達通（包括「樂悠咭」）、「殘疾人士身分」個人八達通，以及60-64歲香港居民的「樂悠咭」

### 假日來回票 （首程出發地點必須為長洲）
- 成人：$28.4（普通位）／$36.5(（豪華位）／$42.3（高速船）
- 小童、長者及傷健人士：$14.2（普通位）／$18.3（豪華位）／$21.1（高速船）
  - 由星期六起至星期一00:30
  - 單日或兩日以上連續之公眾假期：由購票日起至該假期後第2日00:30
  - 以現金購買假日來回票的乘客，請直接到售票處以現金購買去程及回程船票，但去程必須購票後即時搭乘；以八達通購買假日來回票的乘客，請於入閘前於「假日來回票登記站」確認八達通，並必須盡快於所搭乘的船種入閘，入閘時會被扣除上述收費（即去程所搭乘的船種及回程普通渡輪普通位），而於回程入閘時，請使用同一張八達通直接入閘，搭乘普通渡輪普通位將不會扣除費用，而搭乘普通渡輪豪華位或高速船，需補回下文列明的差價。
  - 乘客如使用已加入長洲月票功能之八達通於當月內登記「八達通假日來回票」功能後入閘乘船，該八達通會自動扣除假日來回票的收費而非月票收費，新渡輪將不能退還有關差額。
  - 如欲搭乘普通渡輪豪華位的乘客，入閘時須即時取回由售票處或八達通閘機發出之「豪華客艙憑證」登船；豪華客艙內不設補票服務
  - 「八達通假日來回票」功能並不適用於65歲或以上長者的長者或個人八達通（包括「樂悠咭」）、「殘疾人士身分」個人八達通，以及60-64歲香港居民的「樂悠咭」
  - 去程必須於長洲上船及回程只適用於普通渡輪普通位，回程如搭乘普通渡輪豪華位或高速船，需補回差價，差價詳情如下：
    - 豪華位：$7.7（成人）／$3.9（小童、長者及傷健人士）
    - 高速船：$13.2（成人）／$6.6（小童、長者及傷健人士）